# Революция в Киргизстан (2010)
Киргизстанското въстание от 2010 е поредица от бунтове и демонстрации из целия Киргизстан през април 2010 година, които водят до отстраняването на президента Курманбек Бакиев.
Бунтът е следствие на растящия народен гняв срещу администрацията на Бакиев, на увеличаването на цените на енергията, на слабата икономика и на закриването на вестници, радиа и Интернет източници от страна на правителството. Протестиращите завземат контрола над правителствената сграда в Талас на 6 април. На 7 април при сблъсъците между демонстрантите и полицията в столицата Бишкек започва да се използва насилие. Потвърдено е, че поне 88 души са загинали, а 1000 са ранени. Бакиев обвинява Русия, че организира отстраняването му от власт заради удължения от него договор с американците за въздушната база Манас.
След размириците, президентът Бакиев напуска столицата и отпътува на юг, към Ош с частния си самолет, докато водачите на опозицията сформират ново временно правителство, ръководено от бившия външен министър Роза Отунбаева.
В Ош се събират голям брой поддръжници на Бакиев, за да изразят подкрепата си към него и искане за възстановяването му на власт. На 15 април митинг в подкрепа на Бакиев е прекратен заради обстрел от неидентифицирани източници. В същия ден Бакиев напуска страната, като заминава в Казахстан, а след това за Беларус. Впоследствие подава оставката си като президент, въпреки че след това се отрича от оставката си.

## Предистория
През зимата на 2009 – 2010 жителите на Киргизстан редовно страдат от временни спирания на тока, като в същото време цените на енергията се покачват.
През януари 2010 Киргизстан изпраща делегация в Китай, за да обсъди подобрените двустранни икономически отношения. Киргизстанската национална електрическа компания (Natsionalnaya electricheskaya syet) и китайската компания Тебиан Електрик (Tebian Electric) подписват договор на стойност 342 000 000 долара за изграждане на линии за пренасяне на 500 киловолта по маршрута Датка – Кемин. Това би намалило зависимостта на Киргизстан от енергийната система на страните в Централна Азия, както и енергийната зависимост от Русия. Делегацията е ръководена от сина на Бакиев.
През февруари 2010 г. се налага Киргизстан да повиши енергийните си тарифи. Съобщено е, че разходите за отопление следва да се повишат с 400%, а електричеството – със 170%. В Киргизстан се натрупва трайно недоволство вследствие на корупцията и връзкарството в администрацията на Бакиев, както и на лошата икономическа ситуация в страната и неотдавнашното повишение на енергийните цени.
Спорадичните хаотични протести изненадват мнозина, както в Киргизстан, така и в чужбина. Британският вестник „Гардиън“ публикува статия на 8 април, с която предлага революцията да бъде наречена „Революция на елите“ заради президентските храсти, изкопани от крадци от предния двор на Курманбек Бакиев. Когато на 3 април генералният секретар на ООН Бан Ки Мун пристига в Киргизстан, протестиращи се събират пред централата на ООН в столицата Бишкек, за да го информират за медийната ситуация. Малка група от демонстранти се придвижва към центъра на града, но са спрени от полицията.
Някои медийни личности предполагат, че киргизстанската революция е сходна с Революцията на лалетата през 2005 г., що се отнася до бунтовете в страната и твърденията на опозицията, че е взела контрол над правителството. Води се и дебат по отношение на продължаващото американското военно присъствие в Киргизстан.
Русия подкрепя правителството на Бакиев до март 2010 година. На 1 април евроазиатският „Дейли Монитор“ съобщава, че в продължение на 2 седмици Кремъл използва руските средства за масова информация, за да провежда негативна кампания срещу Бакиев, (Русия контролира голяма част от медиите в Киргизстан). Кампанията цели да свърже Бакиев и сина му Максим Бакиев с предполагаем корумпиран бизнесмен, чиято компания е работила по правителствен проект. Цитира се, че в началото на март, от италианския съдия Алдо Моргини е издадена заповед за арест на Юджийн Гоуревидж – киргизстано-американец, обвинен в измама от „Телеком Италия“. По онова време е изпълнителен директор на консултантска агенция, която съветва Киргизстанския фонд за развитие, управляван от Централната агенция, ръководена от Максим Бакиев.
Скоро правителството спира изтичането на информация в медиите за делата на Гоуревидж. Два вестника са закрити на 18 март. Радио „Азатък“ и излъчваното на киргизстански език Радио „Свободна Европа“ (RFE / RL) са спрени от ефир малко след това. Опозиционният вестник „Форум“ е закрит на 31 март, а независимият интернет сайт Stan.tv е лишен от оборудване на 1 април.
Неочакваната кампания срещу Бакиев съвпада с невъзможността му да отговори на искания от страна на Русия, като например военните бази. На 1 април Русия налага мита върху износа на енергия в Киргизстан, като твърди, че митническият съюз между Русия, Беларус и Казахстан е предизвикал въпросната стъпка. Промяната веднага повлиява цените на горивата и транспорта, което води до масов протест в Талас на 6 април.
Владимир Путин отрича да има руска намеса и заявява, че инцидентът го е сварил неподготвен и че „нито Русия, нито който и да е руски служител има нещо общо с тези събития“. Майкъл Макфол, старши съветник по руските въпроси в Белия дом, заявява, че завземането на властта от страна на опозицията в Киргизстан няма антиамерикански характер и не е преврат, подкрепян от Русия.
Независимо от това Омурбек Текебаев, който отговаря за конституционните въпроси в новото правителство, казва: „Русия изигра своята роля в падането на Бакиев от власт. Видяхте радостта на Русия, когато разбра, че Бакиев вече не е на власт“. Освен това руският премиер Путин е първият чуждестранен лидер, който признава Роза Отунбаева за новия лидер на Киргизстан и я поздравява веднага, след като поема управлението. ИТАР-ТАСС съобщава, че по същото време заместник-председателят на временното правителство на Киргизстан Алмазбек Атамбаев е отлетял за Москва за консултация с неуточнени руски правителствени служители.
Заместник-председателят на Държавната дума на Русия Владимир Жириновски твърди, че САЩ е участвала в събитията в Киргизстан, за да получи контрол върху военновъздушната база Манас. На 13 април „Стратфор“ съобщава, че „Имайки предвид стратегическото местоположение на Киргизстан, придобиването на контрол върху страната предлага възможност за натиск над Казахстан, Узбекистан, Таджикистан и Китай. По този начин Киргизстан представлява съществена част от общия план на Русия за възстановяване на влиянието в страните от бившия Съветски съюз“.

## Хроника на събитията

### 6 април
На 6 април в западния град Талас около 1000 протестиращи щурмуват сградата на правителството и за кратко време задържат държавни служители като заложници. В началото на вечерта, силите за сигурност си връщат сградата обратно, но за кратко, преди да бъдат отново принудени от протестиращите да напуснат. Двама видни лидери на опозицията, Омурбек Текебаев и Алмазбек Атамбаев, са арестувани от киргизстанските власти.
В Бишкек, тълпа от около 500 демонстранти се събира около една автобусна спирка в индустриалната зона на града, на която няколко говорители изнасят реч за събитията в Талас. Подредени в правоъгълник, полицаите, въоръжени с палки, щитове и полицейски кучета, се придвижват към тълпата. Протестантите са заобиколени и притиснати към автобусите. Впоследствие голяма група от протестиращи успяват да разкъсат полицейския кордон и да избягат от другата страна на улицата, сграбчвайки камъни и нападайки службите на реда. Това води до масов побой, по време на който някои полицаи загубват каските и палките си.

### 7 април
На 7 април сутринта малка група демонстранти са арестувани извън седалището на Социалдемократическата партия в Бишкек, вследствие на което се събират стотици протестиращи. Полицията се опитва да ги спре чрез използване на сълзотворен газ и зашеметяващи гранати, но протестиращите надвиват полицията и поемат контрол над два бронирани автомобила и над множество автоматични оръжия. Протестиращата група, която се увеличава и достига численост между три и пет хиляди, се придвижва към центъра на града, към площад Ала-Тоо, откъдето могат да се чуят изстрели и зашеметяващи гранати, а протестиращите са видени да бягат.
Демонстрантите в Бишкек запълват площад Ала-Тоо и обграждат Белия дом, офиса на президента на Киргизстан. Полицията използва сълзотворен газ, гумени куршуми и гранати за зашеметяване, за да разпръснат протестиращите. В опит да влязат в президентския офис, демонстрантите закарват два камиона до портите на Белия дом. По същото време, полицията съобщава, че започва стрелба по демонстранти с истински боеприпаси. Свидетели съобщават, че и протестиращи, и полицаи са били ранени по време на сблъсъците, и най-малко 41 протестиращи са били убити. Обявено е извънредно положение, както и полицейски час от 10 ч. вечерта до 6 ч. сутринта.
По-късно същия ден лидерите на опозицията и демонстрантите щурмуват сградата на парламента, начело с лидера на опозицията Омурбек Текебаев, арестуван предишния ден, но впоследствие освободен. Седалището на КТР (KTR), основния телевизионен оператор в Киргизстан, също е окупирано от протестиращите. След като са свалени от ефир за част от деня, киргизстанската телевизия възобновяват излъчване в сряда вечер с участието на членове на опозицията и на представители на отдела за човешки права. В сряда, късно вечерта, опозиционните лидери обявяват сформирането на ново правителство. Скоро след това е получено съобщение, че президентът Бакиев е напуснал Бишкек и е отлетял за Ош, в южната част на Киргизстан.
Няма информация за демонстрации в Ош. Съобщено е за провеждане на митинги и протести и в други части на страната, освен в Бишкек и Талас, включително в Нарин, Токмок и региона Исък Кул. Има и сведения, че управлението в региона Исък Кул е поето от членове на опозиционните партии. В по-голямата част на страната има информационно затъмнение, поради спирането на телевизионните станции от ефир и непостоянните и ненадеждни телефонни услуги и интернет връзка.
Има противоречиви съобщения за съдбата на министъра на вътрешните работи Молдомуса Конгантиев. Според някои доклади, Конгантиев е бил държан като заложник от протестиращите в Талас, а според други е бил убит. Министерството на вътрешните работи на Киргизстан отрича слуховете за смъртта му, наричайки ги „измислени“. Според трети източници министърът е тежко ранен, но е оцелял. Репортер от руската информационна агенция Фергана заявява, че е бил свидетел на брутален побой над министър, от страна на протестиращите. По-късно Конгантиев е показан лошо пребит, но жив. Опозиционните лидери обявяват, че са сформирали ново временно правителство начело с Роза Отунбаева.

### 8 април
От Министерството на отбраната потвърждават, че президентът Бакиев е в резиденцията си в Ош и няма правомощия да влияе върху събитията в страната, въпреки че отказва да подаде оставка.
Въпреки че опозицията информира, че е поела контрол над полицията и армията, жителите на Бишкек образуват доброволно народно опълчение, за да предотвратят нападения от мародери.
Временното правителство обявява, че ще управлява в продължение на шест месеца, до президентските избори.

### 9 – 14 април
Няколко дни по-късно, от родния си град, Бакиев съобщава, че няма да подаде оставка и призовава ООН да изпрати войски в страната за възстановяване на реда. В родния му град Ош е организиран митинг, последван от втори още по-голям. Целта и на двата е да окажат подкрепа на президента в стремежа му да запази президентския пост. В отговор на това, временният министър на вътрешните работи заявява, че ще издаде заповед за ареста на Бакиев, докато имунитетът му бъде свален.
На 13 април, Бакиев заявява, че ще подаде оставка само ако неговата сигурност, тази на семейството и на обкръжението му бъдат гарантирани:
| „ | В какъв случай бих подал оставка? Първо, трябва да се гарантира, че в Киргизстан няма повече разхождащи се с оръжие хора, както и да не се позволяват конфискации или преразпределения на частна собственост. Също така трябва да съм сигурен, че собствената ми сигурност и сигурността на членовете на моето семейство и близките ми ще бъде гарантирана. | “ |

Временното правителство заявява, че може да гарантира сигурността му, само ако той подаде оставка и напусне страната. Напрежението в страната се увеличава, когато временното правителство заплашва, че ще преследва Бакиев, като същевременно предлага маслинова клонка ако замине в изгнание. В отговор Бакиев казва:
| „ | Оставете ги да се опитат да ме хванат. Оставете ги да се опитат да ме убият. Вярвам, че това ще доведе до проливане на такова количество кръв, което никой няма да може да оправдае. | “ |

По време на ядрената среща на върха във Вашингтон руският президент Дмитрий Медведев споделя, че Киргизстан е в разгара на гражданска война, която според него може да се превърне във „втори Афганистан“, ако безизходното политическо положение, в което се намира страната, не се разреши. Той казва, че „рискът Киргизстан да се разпадне на южен и северен наистина съществува“.
На 14 април 2010 г., временният лидер Роза Отунбаева обявява, че президентът Бакиев, заедно с министъра на отбраната по време на неговото управление, правителствените и политическите му съюзници ще бъдат съдени за смъртта на протестиращите. Киргизстанският съд издава заповед за ареста на брата на Бакиев, Жанибек Бакиев, на най-големия му син Марат Бакиев и на бившия министър-председател Даниар Усенов.

### Оставка на Бакиев
На 15 април по време на митинг пред 1000 привърженици, организиран от Бакиев, се чуват изстрели, въпреки информацията, че по това време той вече е напуснал мястото на събитието. Някои твърдят, че стрелбата идва от собствените му телохранители, с оглед запазването на мира и избягването на конфронтация с опонентите. По-късно през деня е съобщено, че Бакиев е изпратен на заточение в казахстанския град Тараз и ще продължи преговорите за разрешаване на кризата дистанционно. Временното правителство отговаря на това, като нарича заминаването му „депортиране“, и съобщава, че той е обявил оставката си при новината, че Бактибек Калиев, бившия министър на отбраната, е арестуван. Временното правителство също обявява, че ще се стреми да изправи Бакиев пред киргизстански или международен съд на по-късен етап.
Казахстан, като председател на Организацията за сигурност и сътрудничество в Европа, потвърждава, че Бакиев наистина е напуснал страната и заявява, че това е важна крачка към предотвратяването на гражданска война. Той добавя, че съвместните усилия между тях, Дмитрий Медведев и Барак Обама насърчават подобно споразумение. Бакиев представя написана на ръка оставка с думите: „Подавам оставката си в тези трагични дни, защото разбирам напълно отговорността си за бъдещето на народа на Киргизстан“. Временният президент твърди, че той се е превърнал в източник на нестабилност и това повече не може да бъде толерирано. Тя добавя, че голяма част от неговото обкръжение все още е в страната и че ще продължи с борбата си Бакиев да стигне до съда.
На 20 април, беларуският президент Александър Лукашенко споделя, че неговата държава е предоставила на Бакиев и на трима от членовете на семейство му „защитата на нашата страна, и лично на президента“. На 21 април в изявление от Минск, Бакиев казва, че все още смята себе си за президент на страната и обещава да направи всичко възможно да върне на страната си „конституционното поле“. След това той вдига летвата, твърдейки: „Аз не признавам моята оставка. Преди девет месеца народът на Киргизстан ме избра за свой президент и няма сила, която може да ме спре. Само смъртта може да ме спре“.
След това той призовава международната общност да не подкрепя временното правителство: „Всеки трябва да знае, че бандитите, които се опитват да вземат властта, изпълняват желанията на външна сила и нямат легитимност. Призовавам лидерите на международната общност: не узаконявайте случая като прецедент и не признавайте тази банда за легитимен орган“. Русия следователно отхвърля това твърдение с аргумента, че той вече е връчил своята оставка, заявявайки „този документ не може да бъде отхвърлен от устно изявление“. Той също така обвинява руснаците, че са подразнени от това, че е позволил на въздушната база в Манас да продължи да работи за американците и НАТО, снабдявайки войските в Афганистан.
На 23 април, Бакиев се отказва от обещанието си да се върне на власт, но заявява, че оставката му е невалидна, тъй като новото правителство не се справя със задачата да защитава семейството му, както е обещало.
С намаляването на заплахите свързани с въздушната база Манас и нейната експлоатация от страна на чуждите правителства, временното правителство заявява: „Киргизстан удължава с една година срока на валидност на споразумението със Съединените щати за транзитния център Манас.

## Международни отзиви
Различни държави в региона и извън него изразяват своята загриженост и призоват за връщане на стабилността в страната. Международни органи като ООН, ЕС и ОССЕ също използват подобни призиви.
Международният комитет на Червения кръст изразява своята дълбока загриженост за влошаващата се хуманитарна ситуация в южната част на Киргизстан, и призова властите на страната да направят всичко възможно, за да защитят своите граждани, да възстановят реда и да гарантират спазването на върховенството на закона.

## Резултати
По време на парламентарните избори 2010 г., партията Ата-Зурт, която подкрепя Бакиев, спечелва мнозинство, тъй като кампанията е за намаляване на влиянието на новата конституция и за връщането на Бакиев от изгнание.